# Te Lo Agradezco, Pero No
«Te Lo Agradezco, Pero No» (укр. «Я ціную це, але не») — сингл іспанського співака Алехандро Санса та колумбійської співачки Шакіри з його альбому «El Tren De Los Momentos», випущений у 2006 році. Це друга робота дуету після «La Tortura».
Пісня стала хітом у всій Латинській Америці та Іспанії, де посіла першу сходинку в чартах багатьох країн.

## Відеокліп
До Алехандро приїжджає друг, з яким він грає в шахи. Приїжджає Шакіра й починає танцювати з Сансом.
На прохання Шакіри Алехандро Санс станцював у своєму першому відеокліпі.

## Версії композиції
1. «Te Lo Agradezco, Pero No» (альбомна версія)
2. «Te Lo Agradezco, Pero No» (ремікс Карлоса Жана)
3. «Te Lo Agradezco, Pero No» (ремікс Рожера Санчеса)
4. «Te Lo Agradezco, Pero No» (ремікс Луні Тунса та Тені Роджетона)
5. «Te Lo Agradezco, Pero No» (Benztown Mixdown)

## Чарти
| Чарт              | Найвища позиція |
| ----------------- | --------------- |
| США (Latin Songs) | 1               |